# مديرية ثلاء
مديرية ثلاء إحدى مديريات محافظة عمران في اليمن. بلغ عدد سكانها 40971 نسمة عام 2004. تقع المديرية في جنوب محافظة عمران وتضم ست عزل. مركز المديرية مدينة ثلاء.

موقع مديرية ثلاء في محافظة عمران